# حولن (المهرة)

تعديل مصدري - تعديل

حولن هي إحدى قرى عزلة الفيدمي بمديرية الغيظة التابعة لمحافظة المهرة، بلغ تعداد سكانها 55 نسمة حسب تعداد اليمن لعام 2004.